# Kigoma (stad)
Kigoma is een stad in het uiterste westen van Tanzania aan de oostelijke oever van het Tanganyikameer, vlak bij de grens met Burundi. Het heeft ongeveer 131.000 inwoners en het ligt op ongeveer 775 meter. Kigoma is de hoofdstad van het district en van de regio Kigoma en is de grootste haven voor het Tanganyikameer.

## Vervoer
De stad ligt aan het uiteinde van de oost-west spoorwegverbinding (sinds 1915), van Dar es Salaam (zeehaven) naar het oosten. Al rijden er vanaf 2007 geen treinen meer tussen Dodoma en Dar es Salaam, daar worden nu bussen ingezet. Veerboten vertrekken vanuit Kigoma richting Bujumbura in Burundi, Kalunda-Uvira in Congo en richting Mpulungu in Zambia in het zuiden. Verder ligt Kigoma erg geïsoleerd vanwege de slechte (zand- en grind-)wegen die ernaartoe leiden.

## Geschiedenis
In de koloniale periode lag Kigoma in Duits Oost-Afrika, dat in de Eerste Wereldoorlog werd binnengevallen door de Force Publique uit Belgisch-Congo. Vanuit Kitega trok de colonne langs de oostelijke oever van het Tanganyikameer naar het strategische Kigoma, haven en eindpunt van de spoorlijn uit Dar Es Salaam. De stad werd op 28 juli 1916 ingenomen, en vormde de uitvalsbasis naar het volgende doelwit, Tabora.

## Religie
In 1914 openden witte paters een missiepost in Kigoma. Sinds 1953 is Kigoma de zetel van een rooms-katholiek bisdom.

## Geboren
- Nestory Irankunda (9 februari 2006), Australisch voetballer